# Пјетраколора (Болоња)
Пјетраколора (итал. Pietracolora) је насеље у Италији у округу Болоња, региону Емилија-Ромања.
Према процени из 2011. у насељу је живело 202 становника. Насеље се налази на надморској висини од 795 м.